# Мерменто (Луїзіана)
Мерменто (англ. Mermentau) — селище (англ. village) в США, в окрузі Акадія штату Луїзіана. Населення — 516 осіб (2020).

## Географія
Мерменто розташоване за координатами 30°11′17″ пн. ш. 92°35′2″ зх. д. / 30.18806° пн. ш. 92.58389° зх. д. (30.188007, -92.583810).  За даними Бюро перепису населення США в 2010 році селище мало площу 5,96 км², з яких 5,52 км² — суходіл та 0,44 км² — водойми.

### Клімат
Місто знаходиться у зоні, котра характеризується вологим субтропічним кліматом. Найтепліший місяць — червень із середньою температурою 26.7 °C (80 °F). Найхолодніший місяць — січень, із середньою температурою 10.6 °С (51 °F).
| Клімат Мерменто         | Клімат Мерменто | Клімат Мерменто | Клімат Мерменто | Клімат Мерменто | Клімат Мерменто | Клімат Мерменто | Клімат Мерменто | Клімат Мерменто | Клімат Мерменто | Клімат Мерменто | Клімат Мерменто | Клімат Мерменто | Клімат Мерменто |
| Показник                | Січ.            | Лют.            | Бер.            | Квіт.           | Трав.           | Черв.           | Лип.            | Серп.           | Вер.            | Жовт.           | Лист.           | Груд.           | Рік             |
| Середній максимум, °C   | 16              | 18              | 22              | 25              | 29              | 32              | 33              | 33              | 31              | 27              | 21              | 17              | 25              |
| Середня температура, °C | 11              | 12              | 16              | 19              | 23              | 27              | 27              | 27              | 25              | 20              | 15              | 12              | 19              |
| Середній мінімум, °C    | 5               | 6               | 10              | 14              | 18              | 21              | 22              | 22              | 19              | 14              | 9               | 6               | 13              |
| Норма опадів, мм        | 141             | 112             | 105             | 113             | 142             | 128             | 152             | 141             | 123             | 96              | 110             | 143             | 1504            |
| Днів з опадами          | 9               | 8               | 7               | 6               | 7               | 8               | 11              | 10              | 8               | 5               | 6               | 9               | 94              |
| Днів зі снігом          | 0               | 0               | 0               | 0               | 0               | 0               | 0               | 0               | 0               | 0               | 0               | 0,1             | 0,1             |
| ----------------------- | --------------- | --------------- | --------------- | --------------- | --------------- | --------------- | --------------- | --------------- | --------------- | --------------- | --------------- | --------------- | --------------- |
| Джерело: Weatherbase    |                 |                 |                 |                 |                 |                 |                 |                 |                 |                 |                 |                 |                 |

## Демографія
Згідно з переписом 2010 року, у селищі мешкала 661 особа в 262 домогосподарствах у складі 180 родин. Густота населення становила 111 осіб/км².  Було 323 помешкання (54/км²).
Расовий склад населення:
| - 87,9 % — білих - 9,1 % — чорних або афроамериканців - 0,5 % — корінних американців - 0,2 % — азіатів |

До двох чи більше рас належало 2,1 %. Частка іспаномовних становила 0,9 % від усіх жителів.
За віковим діапазоном населення розподілялося таким чином: 27,4 % — особи молодші 18 років, 59,0 % — особи у віці 18—64 років, 13,6 % — особи у віці 65 років та старші. Медіана віку мешканця становила 37,8 року. На 100 осіб жіночої статі у селищі припадало 96,1 чоловіків;  на 100 жінок у віці від 18 років та старших — 91,2 чоловіків також старших 18 років.
Середній дохід на одне домашнє господарство  становив 55 260 доларів США (медіана — 36 184), а середній дохід на одну сім'ю — 69 592 долари (медіана — 48 000). За межею бідності перебувало 20,7 % осіб, у тому числі 30,3 % дітей у віці до 18 років та 19,5 % осіб у віці 65 років та старших.
Цивільне працевлаштоване населення становило 279 осіб. Основні галузі зайнятості: освіта, охорона здоров'я та соціальна допомога — 25,1 %, виробництво — 21,5 %, сільське господарство, лісництво, риболовля — 20,4 %.